# Kathedrale von Bristol

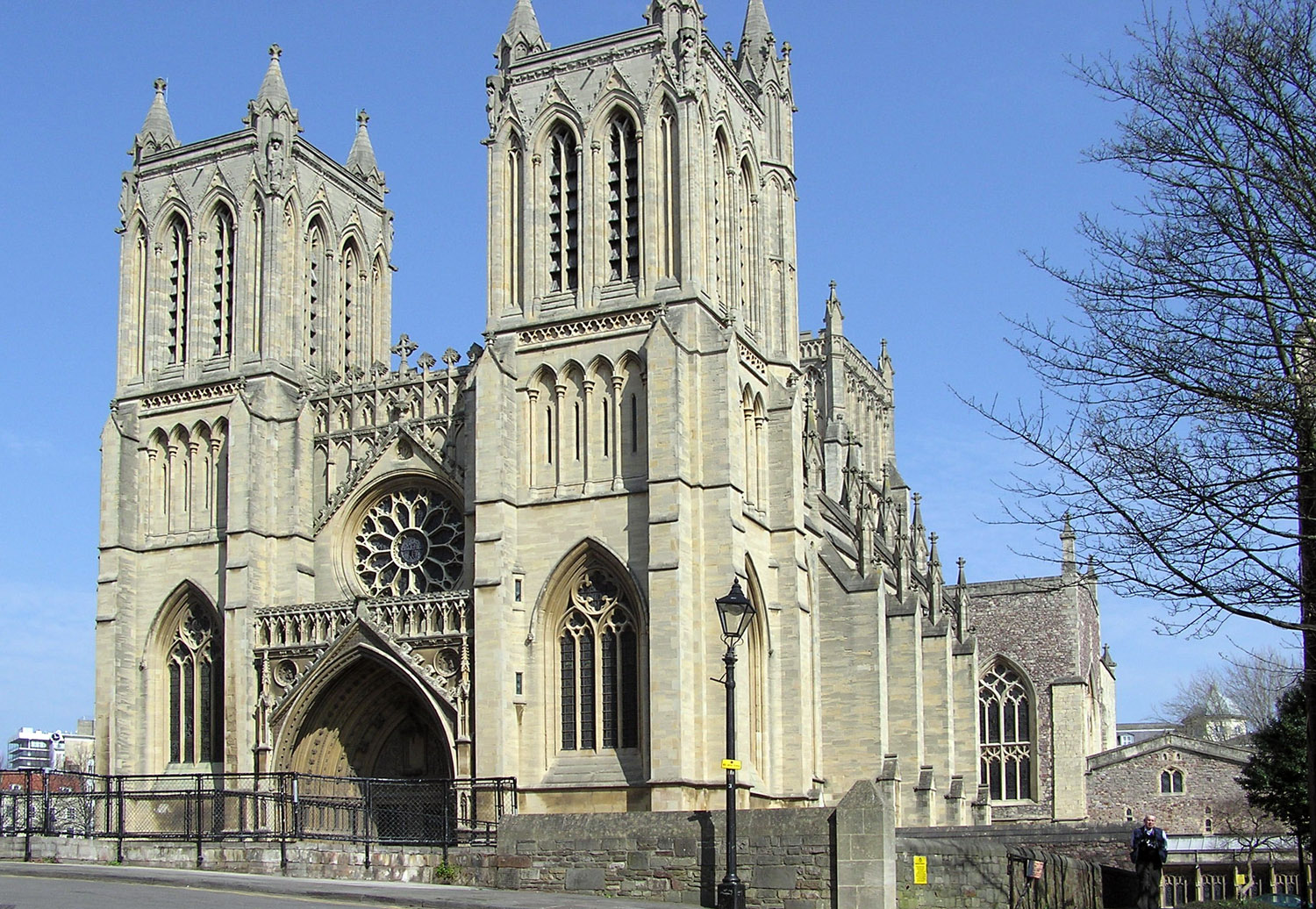
Frontansicht der Kathedrale

Die Kathedrale der heiligen und ungeteilten Dreifaltigkeit, offiziell: The Cathedral Church of the Holy und Undivided Trinity, ist eine Kathedrale der anglikanischen englischen Kirche in der englischen Stadt Bristol. Bekannt ist sie unter der Bezeichnung „Bristol Cathedral“. Sie wurde im Jahre 1140 gegründet und wurde im Jahre 1542 Sitz des Bischofs und Kathedrale der Diözese Bristol. Der harmonische Blick auf hohe gotische Fenster und Zinnen verschleiert, dass die Kathedrale in einer Bauzeit von über 700 Jahren entstand. Die Kathedrale ist besonders wegen ihrer einzigartigen architektonischen Besonderheiten interessant, bietet ungewöhnliche Denkmäler und eine historische Orgel. Die äußerliche Anmutung wird vom charakteristischen Bath Stone geprägt.

## Geschichte des Gebäudes
Die Kathedrale von Bristol wurde im Jahr 1140 als St Augustine’s Abbey durch den reichen Gutsbesitzer und königlichen Beamten Robert Fitzharding gegründet. Die ursprüngliche Abteikirche, von der nur noch Fragmente übrig geblieben sind, wurde zwischen 1140 und 1148 im romanischen Stil errichtet. In England wird dieser Stil oft auch als normannischer Stil bezeichnet. Weitere Steinbauten wurden auf dem Gelände zwischen 1148 und 1164 errichtet, unter anderem der Kapitelsaal und das Torhaus der Abtei, außerdem ein weiteres romanisches Tor, das ursprünglich in die Wohnräume des Abtes führte.
Unter Abt David (1216–1234) wurden neue Gebäude errichtet. Dazu gehören insbesondere eine um 1220 errichtete Kapelle, die der gesegneten Jungfrau Maria gewidmet ist und die an die Nordseite des Chores anstößt. Dieses Gebäude, das heute noch steht, ist unter der Bezeichnung „Elder Lady Chapel“ bekannt. Unter Abt Edward Knowle begann eine umfangreiche Modernisierung der Abteikirche. Zwischen 1298 und 1332 wurde der östliche Teil der Abteikirche im englisch-gotischen Stil umgebaut. Mitte des 15. Jahrhunderts wurde dann das Querschiff und der zentrale Turm errichtet.
Unter Abt John Newland (1481–1515) begann der Aus- und Umbau des Kirchenschiffes, das allerdings bis zur vollständigen Auflösung des Klosters im Jahre 1539 nicht fertiggestellt werden konnte. Das nur teilweise fertiggestellte Schiff wurde abgerissen und der übrige östliche Teil der Kirche geschlossen.
In einem Erlass vom Juni 1542 erhoben Henry VIII. und Thomas Cranmer das Gebäude in den Rang einer Kathedrale und machten sie zum Bischofssitz von Bristol. Die neue Kathedrale wurde der heiligen und ungeteilten Dreifaltigkeit gewidmet.
Zwischen 1868 und 1877 wurde ein neues Schiff im Stil des östlichen Teils der Kirche durch George Edmund Street hinzugefügt. Die feierliche Eröffnung fand am 23. Oktober 1877 statt. Die Westfront mit ihren zwei Türmen wurde dagegen erst 1888 abgeschlossen.  Drei der acht Glocken sind in der Werkstatt von Thomas I Bilbie zwischen 1726 und 1740 gefertigt worden. Vier Glocken stammen aus dem Jahr 1887 und wurden von John Taylor & Co. in Loughborough gegossen. Die älteste Glocke ist aus dem Jahr 1658.

## Architektonische Kennzeichen

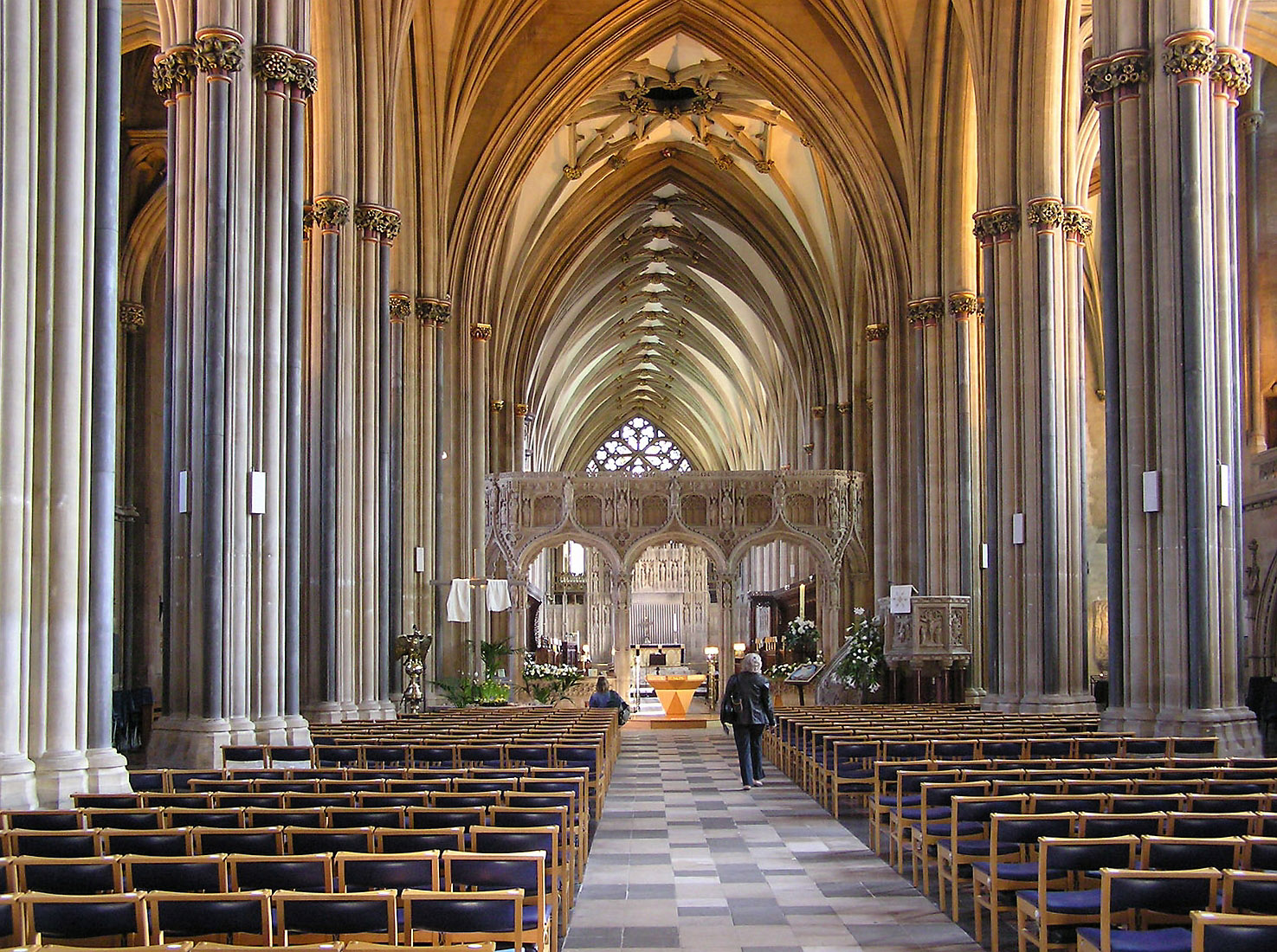
Blick in das Langschiff der Kathedrale

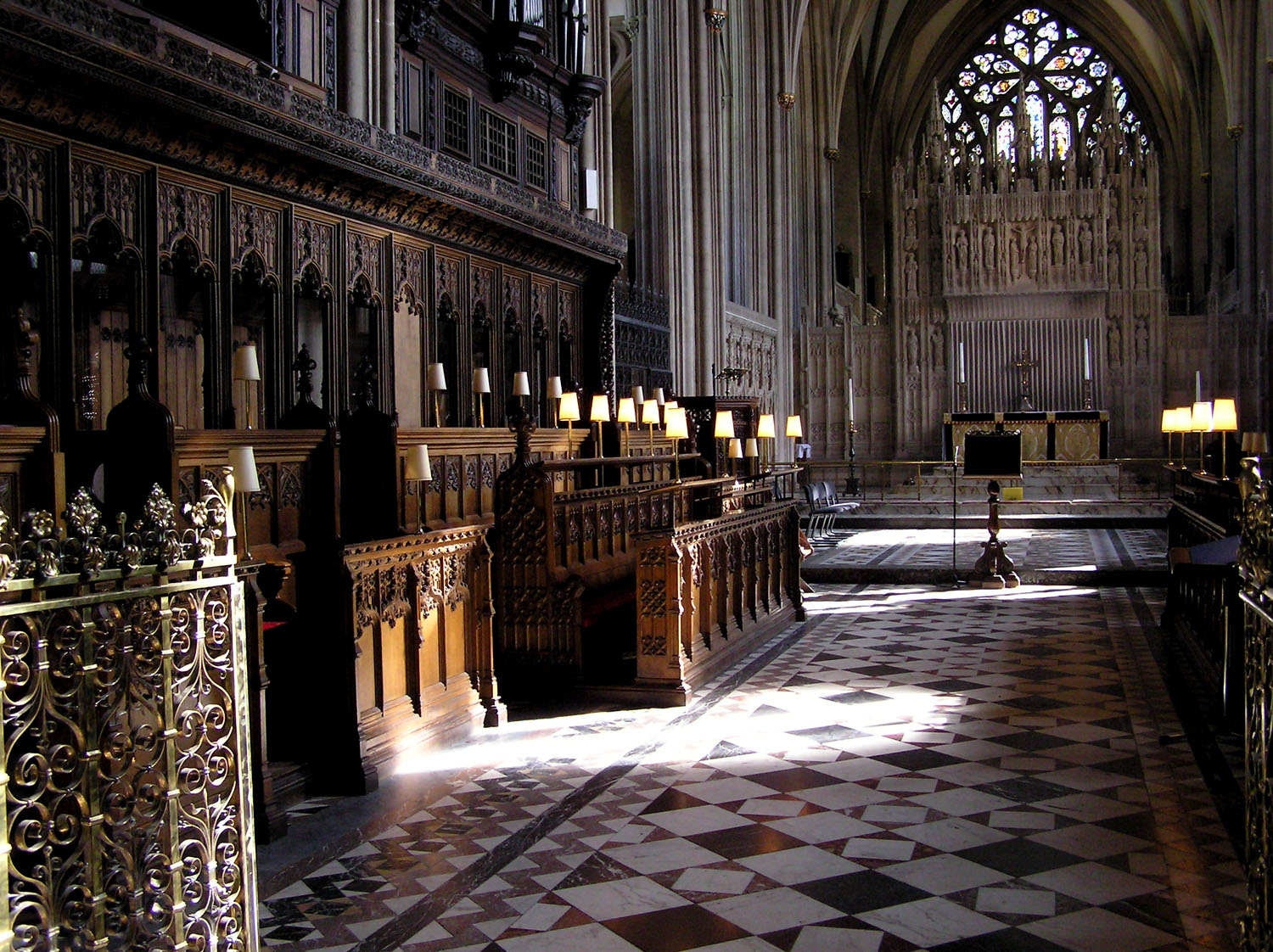
Blick in den Chor der Kathedrale mit dem Hochaltar im Hintergrund

### Hallenkirche
Der östliche Teil der Kathedrale ist aus verschiedenen Gründen sehr ungewöhnlich. Er wurde so konzipiert, dass die Gänge die gleiche Höhe wie der Chor haben. Während dies in der deutschen Gotik häufig vorzufinden ist, so ist dies in Großbritannien doch selten und die Kathedrale von Bristol ist das bedeutendste Beispiele für eine solche Hallenkirche. Das Gewölbe ist nur etwa halb so hoch wie das von Westminster Abbey, dennoch erscheint das Innere der Kathedrale breit und geräumig.

### Gewölbe
Eine weitere Besonderheit und bemerkenswerte Eigenschaft der Kathedrale von Bristol ist die Wölbung der verschiedenen mittelalterlichen Räume. Die Arbeit, die unter Abt Knowle durchgeführt wurde, ist in dieser Hinsicht einzigartig und besteht nicht nur aus einem, sondern aus drei einzigartigen Gewölben.

### Kirchenschiff
Georg Edmund Street richtete sich bei seinem Entwurf für das Langschiff der Kirche nach der Form des gotischen Chores. Zunächst ist dabei nicht ersichtlich, dass es sich um die Arbeit einer völlig anderen Epoche handelt. Street gestaltete aber den Innenraum so, dass er die feinen Proportionen der Rippen und Leisten früherer Arbeit beachtete, ohne die Muster nachzuahmen. Das Kirchenschiff hat ein konservatives Gewölbe und hat die gleiche Höhe wie der Chor.

### Pearsons Ausstattung
Während des 16. Jahrhunderts war der Raum bei Gottesdiensten in der Kathedrale sehr beengt. Dies machte eine radikale Änderung der Ausstattung der Kathedrale notwendig. Nachdem das Hauptschiff vollständig errichtet worden war, konnte der Chor wieder in der Form aus der Zeit vor der Reformation gestaltet werden. Pearson war für diese Umgestaltung einschließlich des Altarraumes verantwortlich.
Die Kathedrale hat zwei ungewöhnliche und häufig nachgeahmte Denkmäler, die als Berkeley memorials bezeichnet werden. Sie sind in Wandnischen gesetzt und von einem Baldachin aus invertierten, spitz zulaufenden Bögen umgeben.

### Street und Pearsons Westfassade
Die Westfassade der Kathedrale ist in seiner Gesamtheit eher spanisch als englisch beeinflusst und ähnelt der gotischen Kathedrale von Burgos in Spanien, allerdings ohne deren Fialen. Sie ist ziemlich breit in Bezug zu ihrer Höhe und hat nur ein einziges, sehr großes und reichlich verziertes Portal. Außerdem hat die Kathedrale ein für englisch-gotische Kathedralen unübliches Rosetten-Fenster im französischen oder spanischen Stil über dem zentralen Eingangstor. Die Details sind allerdings deutlich englisch und der frühen englischen Gotik der Wells Kathedrale und der Gotik des York Münsters geschuldet.

### Architektonische Beschreibung
Die Kathedrale hat außen insgesamt eine Länge von 91,4 Metern, innen von 87 Metern. Das Langschiff ist 38 Meter lang und 21 Meter breit. Das Querschiff hat eine Länge von 35 Metern und eine Breite von 9 Metern. Das Gewölbe ist im Langschiff 16 Meter hoch, im Chor 15 Meter hoch. Die gesamte Fläche der Kathedrale beträgt 2.096 m².

## Orgel

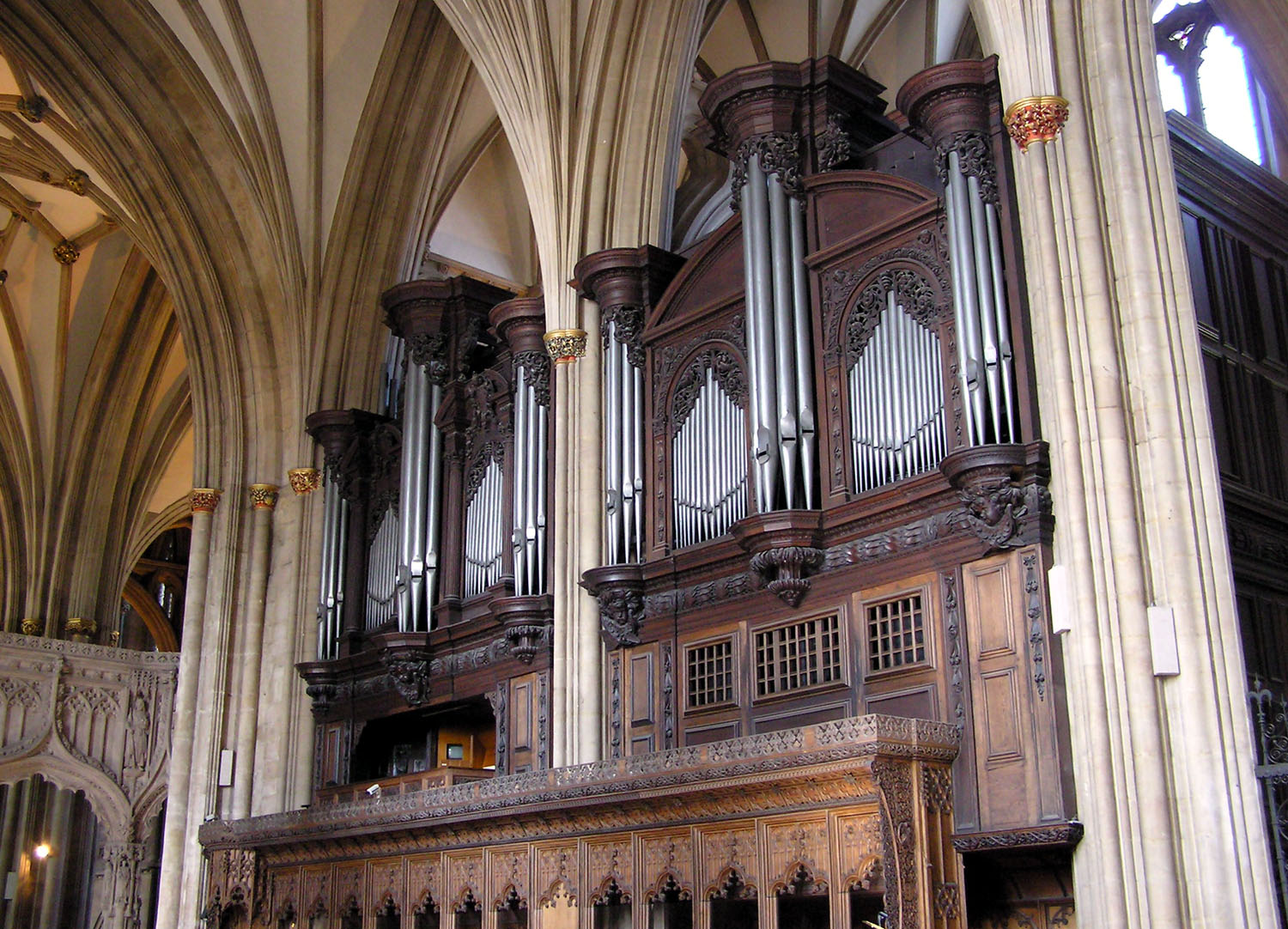
Blick auf die Orgel

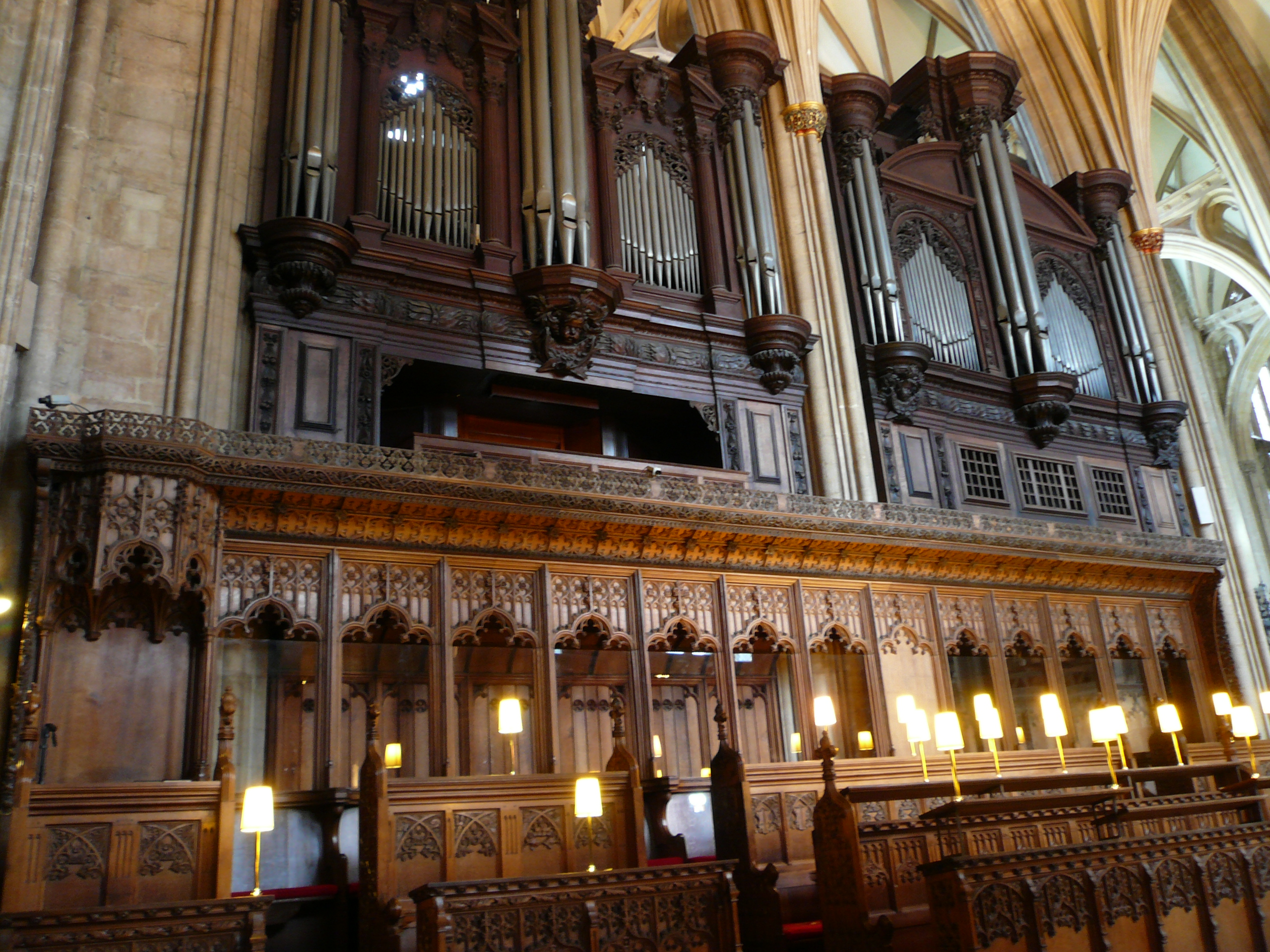
Blick auf die Orgel

Die Orgel geht zurück auf ein Instrument, das 1685 von dem Orgelbauer Renatus Harris erbaut wurde. Von diesem Instrument sind heute insbesondere noch die beiden Orgelgehäuse zu beiden Seiten des Chores vorhanden, ebenso wie deren Prospektpfeifen (Great Open Diapason und Open Diapason als nach wie vor klingende Register). Im Laufe der Zeit wurde diese Orgel mehrfach verändert und erweitert, insbesondere um ein eigenes Pedalwerk. 1860 wurde das Instrument komplett umgebaut und zuletzt im Jahre 1907 von dem Orgelbauer J. W. Walker & Sons (London) umfassend reorganisiert, wobei ein Großteil des vorhandenen Pfeifenmaterials Wiederverwertung fand und durch neue Register ergänzt wurde. Das Instrument hat heute 63 Register auf vier Manualen und Pedal. Die Trakturen sind elektrisch.
| I Great Organ C–c4 |                        |       |
| 1.                 | Double Open Diapason   | 16′   |
| 2.                 | Open Diapason (large)  | 8′    |
| 3.                 | Open Diapason (medium) | 8′    |
| 4.                 | Open Diapason (small)  | 8′    |
| 5.                 | Stopped Diapason       | 8′    |
| 6.                 | Wald Flöte             | 8′    |
| 7.                 | Principal (large)      | 4′    |
| 8.                 | Principal (small)      | 4′    |
| 9.                 | Flute                  | 4′    |
| 10.                | Twelfth                | 2 ⁄3′ |
| 11.                | Fifteenth              | 2′    |
| 12.                | Mixture III            |       |
| 13.                | Fourniture III-IV      |       |
| 14.                | Double Trumpet         | 16′   |
| 15.                | Trumpet                | 8′    |
| 16.                | Clarion                | 4′    |

| II Choir Organ C–c4 |                  |     |
| 17.                 | Double Dulciana  | 16′ |
| 18.                 | Open Diapason    | 8′  |
| 19.                 | Stopped Diapason | 8′  |
| 20.                 | Dulciana         | 8′  |
| 21.                 | Viol di Gamba    | 8′  |
| 22.                 | Gemshorn         | 4′  |
| 23.                 | Flute            | 4′  |
| 24.                 | Fifteenth        | 2′  |
| 25.                 | Piccolo          | 2′  |
| 26.                 | Sesquialtera II  |     |
|                     | Tremulant        |     |

| III Swell Organ C–c4 |                  |       |
| 27.                  | Bourdon          | 16′   |
| 28.                  | Horn Diapason    | 8′    |
| 29.                  | Open Diapason    | 8′    |
| 30.                  | Stopped Diapason | 8′    |
| 31.                  | Dulciana         | 8′    |
| 32.                  | Vox Angelica     | 8′    |
| 33.                  | Principal        | 4′    |
| 34.                  | Harmonic Flute   | 4′    |
| 35.                  | Twelfth          | 2 ⁄3′ |
| 36.                  | Fifteenth        | 2′    |
| 37.                  | Mixture III      |       |
| 38.                  | Contra Fagotto   | 16′   |
| 39.                  | Horn             | 8′    |
| 40.                  | Oboe             | 8′    |
| 41.                  | Vox Humana       | 8′    |
| 42.                  | Clarion          | 4′    |
|                      | Tremulant        |       |

| IV Solo Organ C–c4 |                  |     |
|                    | schwellbar       |     |
| 43.                | Harmonic Flute   | 8′  |
| 44.                | Gamba            | 8′  |
| 45.                | Voix Celeste     | 8′  |
| 46.                | Harmonic Flute   | 4′  |
| 47.                | Cor Anglais      | 16′ |
| 48.                | Clarinet         | 8′  |
| 49.                | Orchestra Oboe   | 8′  |
|                    | Tremulant        |     |
|                    |                  |     |
|                    | nicht schwellbar |     |
| 50.                | Tromba           | 8′  |

| Pedal Organ C–g1 |                      |     |
| 51.              | Double Open Diapason | 32′ |
| 52.              | Open Diapason I      | 16′ |
| 53.              | Open Diapason II     | 16′ |
| 54.              | Violone              | 16′ |

| (Fortsetzung) |              |     |
| 55.           | Contra Gamba | 16′ |
| 56.           | Bourdon      | 16′ |
| 57.           | Dulciana     | 16′ |
| 58.           | Principal    | 8′  |

| (Fortsetzung) |                  |        |
| 59.           | Cello            | 8′     |
| 60.           | Stopped Diapason | 8′     |
| 61.           | Octave Quint     | 5 1⁄3′ |
| 62.           | Fifteenth        | 4′     |

| (Fortsetzung) |          |     |
| 63.           | Flute    | 4′  |
| 64.           | Trombone | 16′ |
| 65.           | Trumpet  | 8′  |